# Генк Волк
Генк Волк (англ. Henk Walk ) — колишній нідерландський тренер з футболу, який керував збірною Бутану з 2002 по 2003 рік.

## Збірна Бутану з футболу
У жовтні 2002 року, перед початком чемпіонату SAFF 2003 року Хенк Волк був найнятий на посаду тренера національної команди Бутану. Як повідомлялося, Волк покращив молодий склад; однак, коли голландець взяв їх на перший матч у чемпіонаті SAFF 2003 року, вони були переможені збірною Мальдівських островів 6:0.